# Ute Frieling-Huchzermeyer
Ute Frieling-Huchzermeyer (* 5. Mai 1958)  ist eine deutsche Journalistin. Sie war von 2005 bis 2020 die Chefredakteurin des Magazins Landlust, das im Jahr 2012 mit einer Auflage von über einer Million Exemplaren eine der größten Zeitschriften in Deutschland ist.

## Leben
Ute Frieling-Huchzermeyer wuchs auf einem Bauernhof im Osnabrücker Land auf. Sie studierte Landwirtschaft in Osnabrück und absolvierte das Diplom als Agraringenieurin. Nach dem Studium begann sie ein Volontariat im Landwirtschaftsverlag Münster bei der Fachzeitschrift top agrar, wo sie zur Redakteurin und dann zur Ressortleiterin wurde.
Im Jahr 2004 wurde im Landwirtschaftsverlag eine Projektgruppe eingesetzt, die eine Publikumszeitschrift entwickeln sollte. Frieling-Huchzermeyer war von Beginn an dabei und wurde 2005 zur Chefredakteurin der neuen Zeitschrift ernannt, die einen Umfang von 200 Seiten hat und alle zwei Monate erscheint. Im Mai 2020 gab sie ihren Posten als Chefredakteurin ab.

## Familie
Frieling-Huchzermeyer ist verheiratet und hat drei Kinder; sie wohnt in der Nähe von Bad Oeynhausen.